# Prinsesse Sofia af Sverige
Hendes kongelige højhed Prinsesse Sofia af Sverige, Hertuginde af Värmland (født 6. december 1984 i Danderyd som Sofia Kristina Hellqvist) er prinsesse af Sverige og hertuginde af Värmland. Hun blev gift med prins Carl Philip af Sverige den 13. juni 2015.

## Biografi
Sofia Hellqvist voksede op i Älvdalen i Dalarna. Hun er datter af Erik og Marie Hellqvist. Sofia Hellqvists far blev født i Danmark og hendes mor i Älvdalen. Hellqvist har to søskende, en ældre søster Lina og en yngre søster Sarah.
Hellqvist gik på den æstetisk linje på gymnasiet i Vansbro og i sin fritid var hun involveret i dans, teater og spillede selv klaver.
I en alder af 18 flyttede Hellqvist til Stockholm, hvor hun begyndte at arbejde som servitrice og glamourmodel. Da hun var 20 år gammel, var hun Miss Älvdalen i avisen Slitz og blev stemt af læserne som Miss Slitz 2004. Efter det medvirkede hun i realityshowet Paradise Hotel i 2005.
Efter realityshowet var optaget, flyttede hun til New York, hvor hun er uddannet certificeret yogalærer på YTTP (Yoga To The People). Hellqvist begyndte derefter på en yogacenter på Manhattan. I New York, studerede Sofia Hellqvist regnskab med specialisering i forretningsudvikling på New York Institute of English and Business. Hun har også studeret globale etik og Børne- og Studies ungdomsområdet på Stockholms universitet.
I løbet af september og oktober 2009 var Hellqvist i Ghana, hvor hun udførte frivilligt arbejde. Blandt andet besøgte hun børnehjem og hjalp med at opbygge en kvindecenter. I 2010 grundlagde hun sammen med Frida Vesterberg, organisation Project Playground, der hjælper udsatte børn og unge i Cape Town, Sydafrika.

### Partner med Prins Carl Philip
I januar 2010 meddelte pressen, at Hellqvist har et forhold til prins Carl Philip. De erklærede deres forlovelse 27. juni 2014 og brylluppet fandt sted den 13. juni 2015.
Den 15. oktober 2015 meddelte parret, at de ventede deres første barn. Deres søn, prins Alexander, blev født den 19. april 2016 kl. 18.25 på Danderyds sygehus. Den 23. marts 2017 blev det offentliggjort, at parret venter deres andet barn til september. Deres andet barn, Prins Gabriel, blev født den 31. august 2017. 
Den 11. december 2020 annoncerede det svenske hof at parret venter deres tredje barn, med termin i slutningen af marts eller i begyndelsen af april 2021. Deres tredje barn, Prins Julian, blev født fredag den 26. marts 2021.
Den 2. september 2024 meddelte parret, at de ventede deres fjerde barn. Deres fjerde barn, en datter, blev født 7. februar 2025.

## Titler, ordner og dekorationer

### Titler og prædikater
- 6. december 1984 – 13. juni 2015: Frøken Sofia Kristina Hellqvist[23][24][25] eller Frk. Sofia Kristina Hellqvist [26][27][28]
- 13. juni 2015 – nu: Hendes kongelige højhed Prinsesse Sofia, Hertuginde af Värmland[29]

### Udenlandske ordner og udmærkelser
- Storkors af Islands falkorden, 17. januar 2018.[30]
- Storkors af Republikken Italiens fortjentsteorden, 13. november 2018[31]
- Storkors i særklasse av Forbundsrepubliken Tysklands Fortjensteorden (7. september 2021)
- Storkors af Fortjensteorden (16. november 2021)[32]
- Storofficer af Fransk Æreslegionen (2024)[33]